# Givenchy-en-Gohelle
Givenchy-en-Gohelle est une commune française située dans le département du Pas-de-Calais en région Hauts-de-France. Ses habitants sont appelés les Givenchyssois.
La commune fait partie de la communauté d'agglomération de Lens-Liévin qui regroupe 36 communes et compte 242 587 habitants en 2021.

## Géographie

### Localisation
Localisée dans le sud-est du département du Pas-de-Calais, en Gohelle, Givenchy-en-Gohelle est une commune située, à vol d'oiseau, à 6 km au sud-ouest de la commune de Lens (chef-lieu d'arrondissement).
Le territoire de la commune est limitrophe de ceux de six communes.
Les communes limitrophes sont Liévin, Neuville-Saint-Vaast, Souchez, Vimy, Angres et Avion.

### Géologie et relief
La superficie de la commune est de 5,95 km2 ; son altitude varie de 48  à   148 mètres.

### Hydrographie
La commune est située dans le bassin Artois-Picardie. Elle n'est drainée par aucun cours d'eau,.

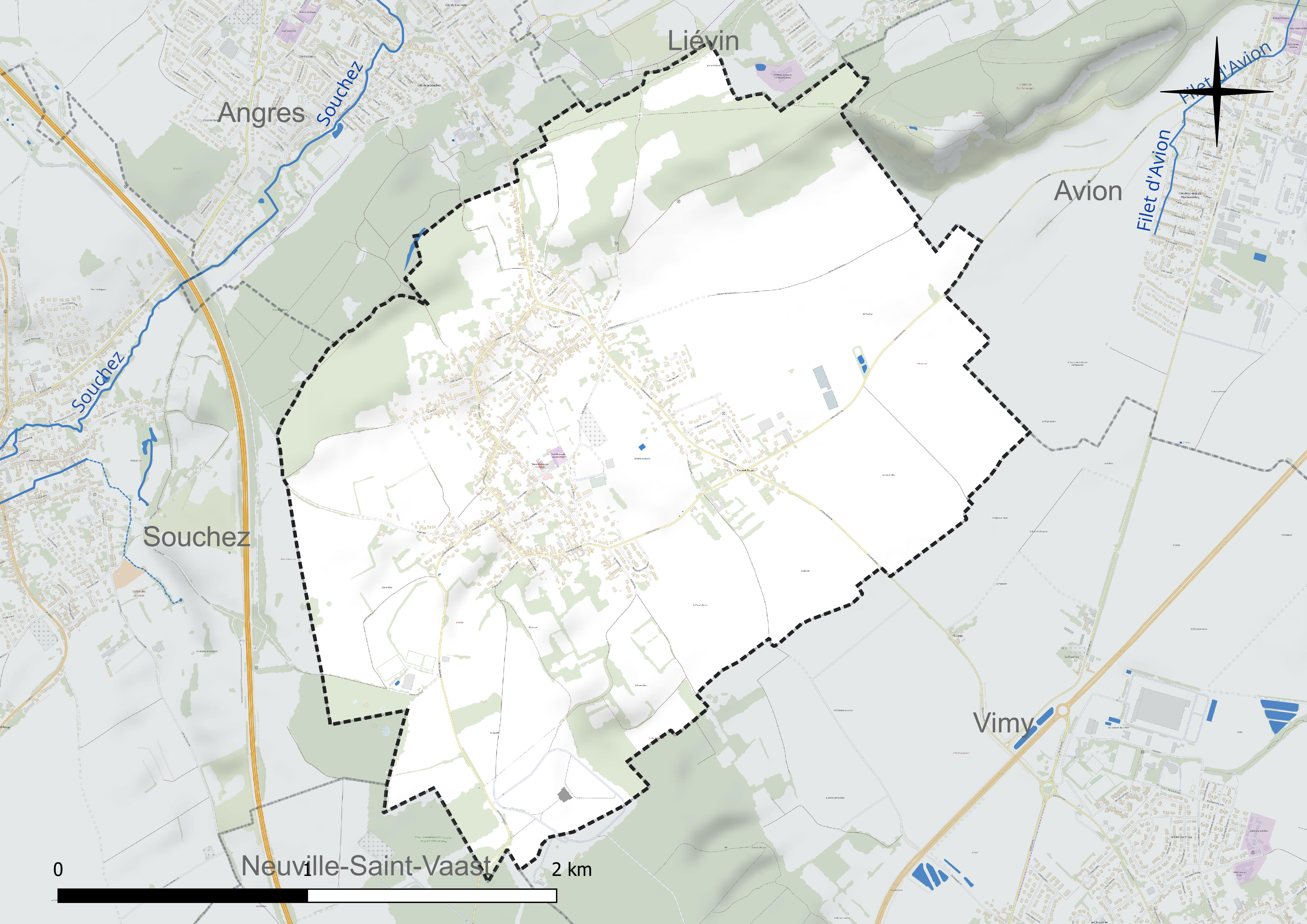
Réseau hydrographique de Givenchy-en-Gohelle.

### Climat
Pour des articles plus généraux, voir Climat des Hauts-de-France et Climat du Pas-de-Calais.
En 2010, le climat de la commune est de type climat océanique dégradé des plaines du Centre et du Nord, selon une étude du CNRS s'appuyant sur une série de données couvrant la période 1971-2000. En 2020, Météo-France publie une typologie des climats de la France métropolitaine dans laquelle la commune est exposée à un climat océanique et est dans la région climatique Nord-est du bassin Parisien, caractérisée par un ensoleillement médiocre, une pluviométrie moyenne régulièrement répartie au cours de l'année et un hiver froid (3 °C).
Pour la période 1971-2000, la température annuelle moyenne est de 10,2 °C, avec une amplitude thermique annuelle de 14,1 °C. Le cumul annuel moyen de précipitations est de 832 mm, avec 12,7 jours de précipitations en janvier et 8,9 jours en juillet. Pour la période 1991-2020, la température moyenne annuelle observée sur la station météorologique la plus proche, située sur la commune de Wancourt à 18 km à vol d'oiseau, est de 10,8 °C et le cumul annuel moyen de précipitations est de 711,4 mm,. Pour l'avenir, les paramètres climatiques de la commune estimés pour 2050 selon différents scénarios d'émission de gaz à effet de serre sont consultables sur un site dédié publié par Météo-France en novembre 2022.

### Milieux naturels et biodiversité

#### Zones naturelles d'intérêt écologique, faunistique et floristique
L'inventaire des zones naturelles d'intérêt écologique, faunistique et floristique (ZNIEFF) a pour objectif de réaliser une couverture des zones les plus intéressantes sur le plan écologique, essentiellement dans la perspective d'améliorer la connaissance du patrimoine naturel national et de fournir aux différents décideurs un outil d'aide à la prise en compte de l'environnement dans l'aménagement du territoire.
Le territoire communal comprend deux ZNIEFF de type 1 : 
- la forêt domaniale de Vimy, le coteau boisé de Farbus et le bois de l'Abîme. Ce site présente de nombreux boisements et des points de vue sur la plaine de la Gohelle et le bassin minier. Plusieurs vestiges de la Première Guerre mondiale, comme les trous de bombes et les tranchées, sont encore visibles[10] ;
- le terril 75 d'Avion (de Pinchonvalles) qui, avec 140 ha, est le deuxième terril d'Europe pour la surface occupée[11].

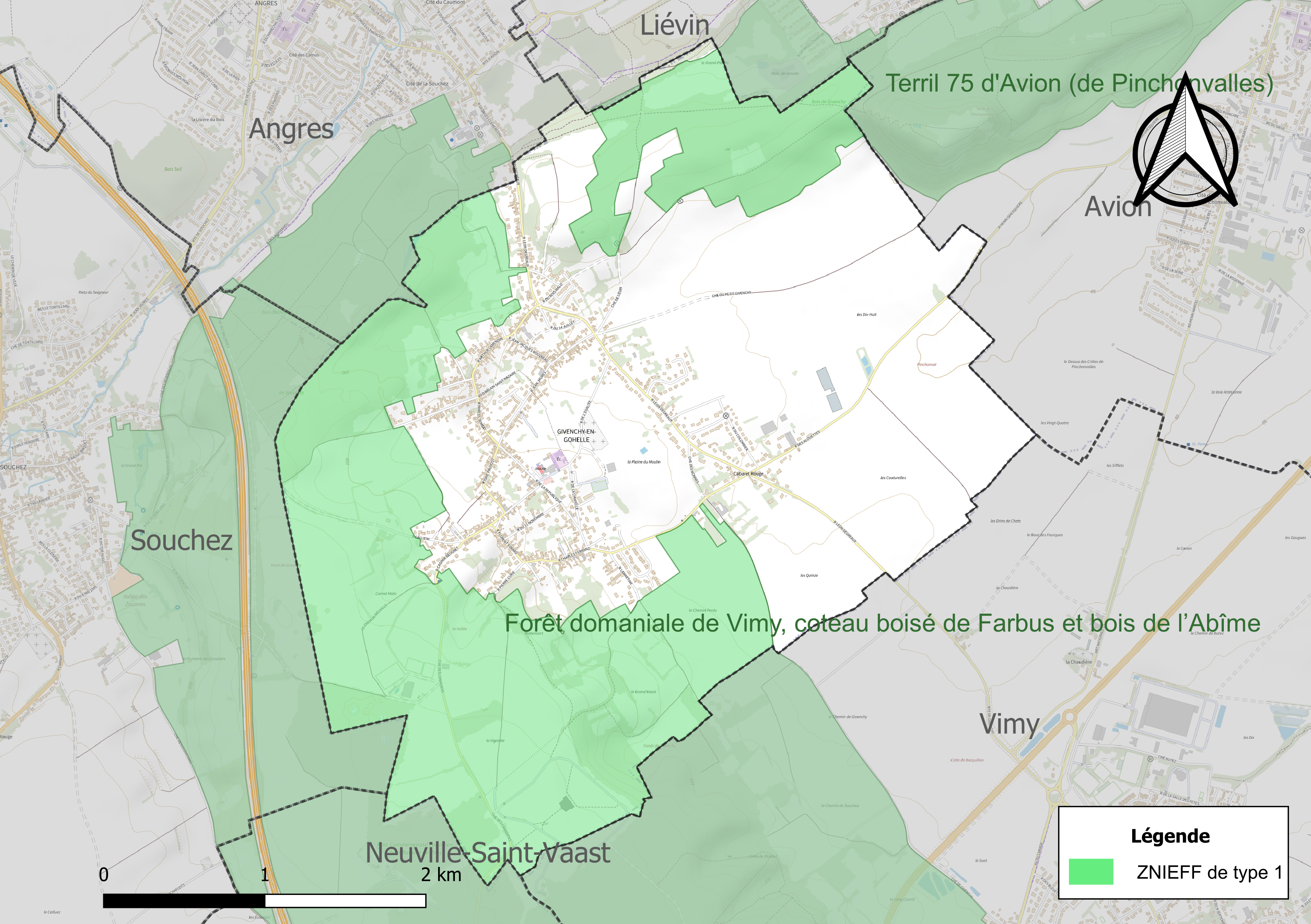
Carte de la ZNIEFF sur la commune.

#### Espèces faunistiques et floristiques
Le site de l'Inventaire national du patrimoine naturel (INPN) recense 716 espèces faunistiques et floristiques sur le territoire de la commune dont 76 protégées et 34 taxons (espèces et sous-espèces) menacées et quasi-menacées.

## Urbanisme

### Typologie
Au 1er janvier 2024, Givenchy-en-Gohelle est catégorisée ceinture urbaine, selon la nouvelle grille communale de densité à sept niveaux définie par l'Insee en 2022.
Elle appartient à l'unité urbaine de Douai-Lens, une agglomération inter-départementale regroupant 67  communes, dont elle est une commune de la banlieue,,. Par ailleurs la commune fait partie de l'aire d'attraction de Lens - Liévin, dont elle est une commune de la couronne,. Cette aire, qui regroupe 50 communes, est catégorisée dans les aires de 200 000 à moins de 700 000 habitants,.

### Occupation des sols
L'occupation des sols de la commune, telle qu'elle ressort de la base de données européenne d'occupation biophysique des sols Corine Land Cover (CLC), est marquée par l'importance des territoires agricoles (65,3 % en 2018), une proportion identique à celle de 1990 (65,3 %). La répartition détaillée en 2018 est la suivante : 
terres arables (51,3 %), forêts (16,6 %), zones urbanisées (14,7 %), prairies (9,2 %), zones agricoles hétérogènes (4,8 %), espaces verts artificialisés, non agricoles (3,2 %), milieux à végétation arbustive et/ou herbacée (0,3 %). L'évolution de l'occupation des sols de la commune et de ses infrastructures peut être observée sur les différentes représentations cartographiques du territoire : la carte de Cassini (XVIIIe siècle), la carte d'état-major (1820-1866) et les cartes ou photos aériennes de l'IGN pour la période actuelle (1950 à aujourd'hui).

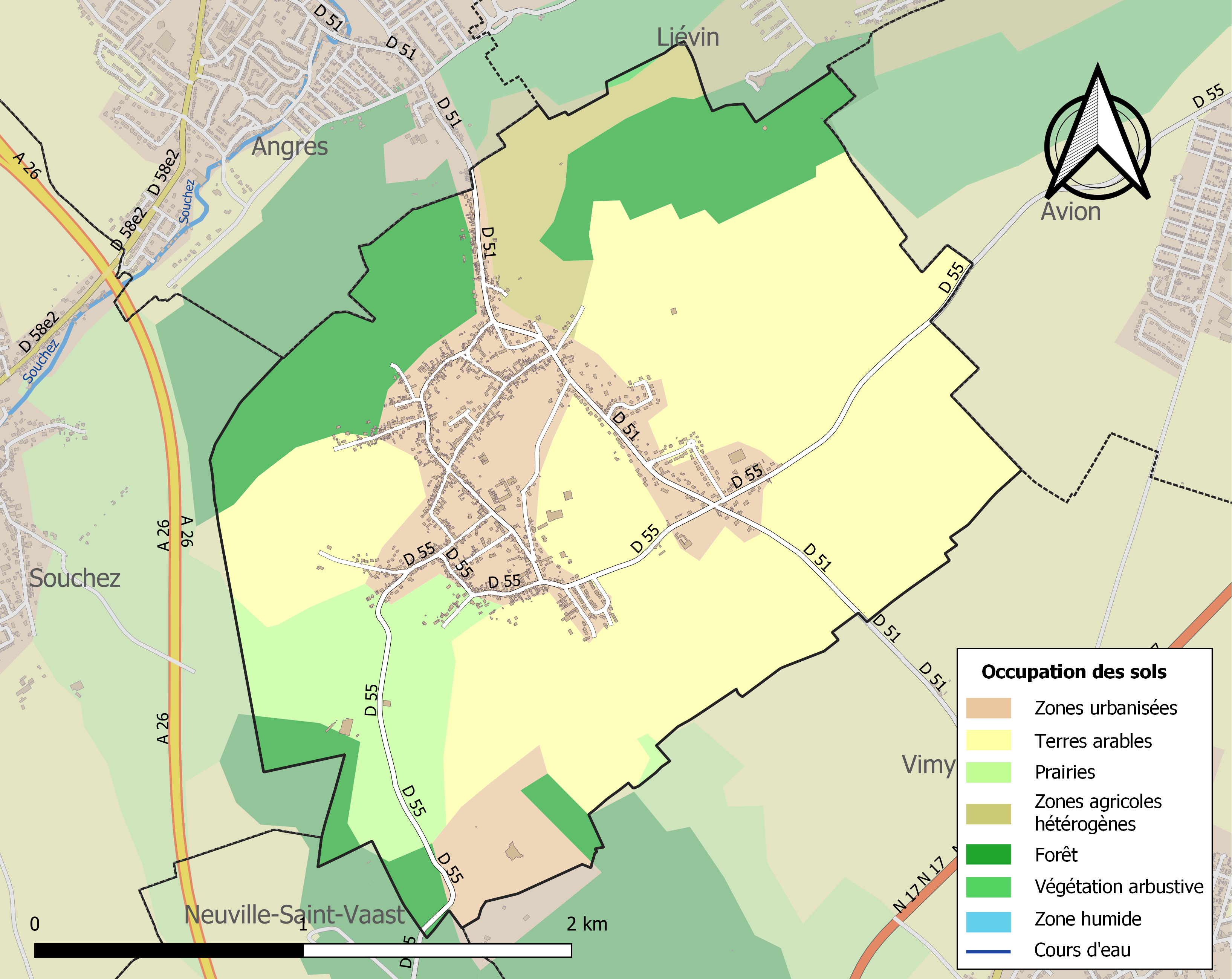
Carte des infrastructures et de l'occupation des sols de la commune en 2018 (CLC).

### Voies de communication et transports

#### Voies de communication
La commune est desservie par les routes départementales D 51 et D 55, elle est proche de la RN 17 et est située à 8 km de la sortie no 7 de l'autoroute A 26, aussi appelée autoroute des Anglais, reliant Calais et Troyes.

#### Transport ferroviaire
La commune se trouve à 8 km au sud-ouest de la gare de Lens, située sur la ligne d'Arras à Dunkerque-Locale, desservie par des TGV inOui et des trains régionaux du réseau TER Hauts-de-France.

## Toponymie
Le nom de la localité est attesté sous les formes Juvenchii en 1070, Juviniacum en 1104, Juvenci in Gauharia de 1154 à 1159, Jevenci in Gauharia en 1171, Juvenchi en 1220, Gievenci in Gauheria en 1226, Givenchy en 1329, Gievenchi XIVe siècle, Givenchy-en-le-Gohelle en 1429, Gyvenchy en 1643, Givenchy en Gohelle en 1793, Givenchy et Givenchy-en-Gohelle depuis 1801.
La Gohelle est un petit pays traditionnel du département du Pas-de-Calais faisant partie de l'Artois, la ville de  Lens est considérée comme son point central. Hypothétiquement, le nom pourrait venir du vieil allemand « göll », qui signifie « stérile ».

## Histoire

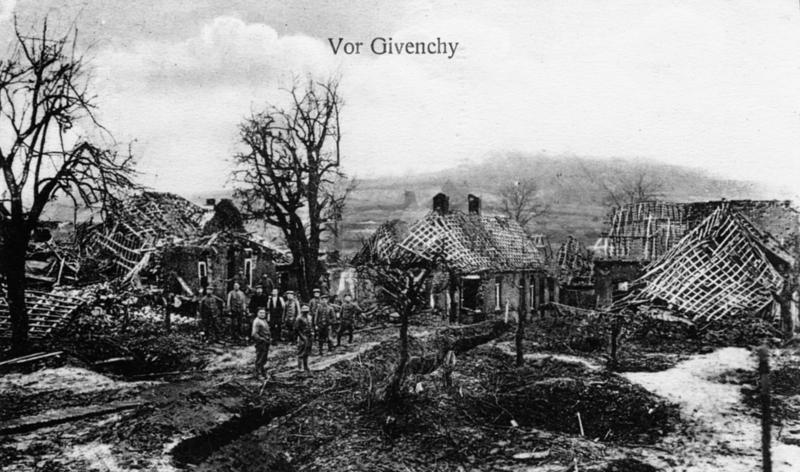
Photographie allemande des ruines du village, en 1914.

Le village, en 1914, est complètement détruit lors de la Première Guerre mondiale.
La commune est décorée de la croix de guerre 1914-1918 par décret du 25 septembre 1920, distinction également attribuée à 276 autres communes du Pas-de-Calais.

## Politique et administration

### Découpage territorial
Par arrêté préfectoral du 20 décembre 2016, la commune est détachée le 1er janvier 2017 de l'arrondissement d'Arras dans lequel elle se trouvait depuis 1801, pour intégrer l'arrondissement de Lens,.

#### Commune et intercommunalités
La commune est membre de la communauté d'agglomération de Lens-Liévin.

#### Circonscriptions administratives
La commune fait partie du canton de Liévin. Avant le redécoupage cantonal de 2014, elle était, depuis 1801, rattachée au canton de Vimy.

#### Circonscriptions électorales
Pour l'élection des députés, la commune fait partie de la deuxième circonscription du Pas-de-Calais.

### Élections municipales et communautaires

#### Liste des maires
| Période                                  | Période                       | Identité        | Étiquette    | Qualité                                                              |
| ---------------------------------------- | ----------------------------- | --------------- | ------------ | -------------------------------------------------------------------- |
| 1953                                     | ?                             | Louis Cayet     |              |                                                                      |
| 1971                                     | 1975 [réf. nécessaire]        | Émile Telliez   |              | Cultivateur                                                          |
| 1975                                     | mars 1983                     | Jean Dubois     |              |                                                                      |
| mars 1983                                | mars 2014                     | Robert Mieloch  | PS           | Professeur de lycée Vice-président de la CA de Lens-Liévin [Quand ?] |
| mars 2014                                | En cours (au 15 janvier 2015) | Pierre Sénéchal | MRC puis MDC | Principal de collège, Réélu pour le mandat 2020-2026,                |
| Les données manquantes sont à compléter. |                               |                 |              |                                                                      |

## Équipements et services publics

### Enseignement
La commune est située dans l'académie de Lille et dépend, pour les vacances scolaires, de la zone B.
Elle administre l'école maternelle « Jacques Prévert » et l'école élémentaire « Sévigné-Buisson ».

### Justice, sécurité, secours et défense
La commune dépend du tribunal judiciaire d'Arras, du conseil de prud'hommes d'Arras, de la cour d'appel de Douai, du tribunal de commerce d'Arras, du tribunal administratif de Lille, de la cour administrative d'appel de Douai, du pôle nationalité du tribunal judiciaire d'Arras et du tribunal pour enfants d'Arras.

## Population et société

### Démographie
Les habitants de la commune sont appelés les Givenchyssois.

#### Évolution démographique
L'évolution du nombre d'habitants est connue à travers les recensements de la population effectués dans la commune depuis 1793. Pour les communes de moins de 10 000 habitants, une enquête de recensement portant sur toute la population est réalisée tous les cinq ans, les populations de référence des années intermédiaires étant quant à elles estimées par interpolation ou extrapolation. Pour la commune, le premier recensement exhaustif entrant dans le cadre du nouveau dispositif a été réalisé en 2007.

En 2022, la commune comptait 2 049 habitants, en évolution de +4,43 % par rapport à 2016 (Pas-de-Calais : −0,72 %, France hors Mayotte : +2,11 %).
| 1793  | 1800  | 1806  | 1821  | 1831  | 1836  | 1841  | 1846  | 1851  |
| ----- | ----- | ----- | ----- | ----- | ----- | ----- | ----- | ----- |
| 1 125 | 1 190 | 1 453 | 1 402 | 1 492 | 1 476 | 1 415 | 1 464 | 1 460 |

| 1856  | 1861  | 1866  | 1872  | 1876  | 1881  | 1886  | 1891  | 1896  |
| ----- | ----- | ----- | ----- | ----- | ----- | ----- | ----- | ----- |
| 1 359 | 1 364 | 1 351 | 1 373 | 1 441 | 1 491 | 1 584 | 1 609 | 1 712 |

| 1901  | 1906  | 1911  | 1921 | 1926  | 1931  | 1936  | 1946  | 1954  |
| ----- | ----- | ----- | ---- | ----- | ----- | ----- | ----- | ----- |
| 1 731 | 1 877 | 1 827 | 779  | 1 210 | 1 229 | 1 201 | 1 244 | 1 333 |

| 1962  | 1968  | 1975  | 1982  | 1990  | 1999  | 2006  | 2007  | 2012  |
| ----- | ----- | ----- | ----- | ----- | ----- | ----- | ----- | ----- |
| 1 508 | 1 555 | 1 627 | 1 755 | 1 973 | 2 051 | 2 088 | 2 093 | 2 024 |

| 2017  | 2022  | - | - | - | - | - | - | - |
| ----- | ----- | - | - | - | - | - | - | - |
| 1 947 | 2 049 | - | - | - | - | - | - | - |

#### Pyramide des âges
En 2018, le taux de personnes d'un âge inférieur à 30 ans s'élève à 31,5 %, soit en dessous de la moyenne départementale (36,7 %). À l'inverse, le taux de personnes d'âge supérieur à 60 ans est de 28,7 % la même année, alors qu'il est de 24,9 % au niveau départemental.
En 2018, la commune comptait 949 hommes pour 1 041 femmes, soit un taux de 52,31 % de femmes, légèrement supérieur au taux départemental (51,50 %).
Les pyramides des âges de la commune et du département s'établissent comme suit.
| Hommes | Classe d’âge | Femmes |
| ------ | ------------ | ------ |
| 0,2    | 90 ou +      | 1,2    |
| 6,3    | 75-89 ans    | 8,1    |
| 21,1   | 60-74 ans    | 20,6   |
| 22,0   | 45-59 ans    | 21,7   |
| 18,6   | 30-44 ans    | 17,3   |
| 15,4   | 15-29 ans    | 13,4   |
| 16,4   | 0-14 ans     | 17,7   |

| Hommes | Classe d’âge | Femmes |
| ------ | ------------ | ------ |
| 0,5    | 90 ou +      | 1,6    |
| 5,6    | 75-89 ans    | 8,9    |
| 16,7   | 60-74 ans    | 18,1   |
| 20,2   | 45-59 ans    | 19,2   |
| 18,9   | 30-44 ans    | 18,1   |
| 18,2   | 15-29 ans    | 16,2   |
| 19,9   | 0-14 ans     | 17,9   |

## Culture locale et patrimoine

### Lieux et monuments
- L'église Saint-Martin, construite sur l'emplacement de la précédente qui datait de 1873 est détruite pendant la Première Guerre mondiale et est inaugurée le 11 septembre 1932. Sa construction commence le 4 novembre 1924 comme en témoigne la date inscrite sur la première pierre. Elle durera sept années. Elle est reconstruite suivant les plans de l'ancienne église de 1873 dans  le style néo-gothique. Cependant, par suite de divers désordres de structure lors de la reconstruction, le plan original est quelque peu modifié : voute en béton au lieu d'une voute en pierre, flèche en pierre du clocher non réalisée, vitrail central du chœur non réalisé.

La première église du village est fondée à l'époque Mérovingienne sous le vocable St Martin. Elle était située en bordure de l'actuelle rue Renan, sur la motte du Catel, l'une des deux mottes féodales du village. Elle servait de chapelle castrale au château fort primitif (en bois) situé sur la motte. Elle fut pillée et ruiné lors des campagnes militaires du XIVe siècle et XVe siècle. Elle fut restaurée à la fin du XIVe siècle. À la Révolution, avec l’absence d’entretien, l’église n’a cessé de se délabrer, Petite, ne comportant qu’une seule nef, mal éclairée, elle ne convenait plus à la population de Givenchy et Givenchizel (hameau) devenue nombreuse. Malgré quelques travaux de réfection, la nef de l’église s’écroula le 4 novembre 1870 à 16 heures, ne faisant aucune victime. Le maire, Mr Detournay proposa de la raser mais le curé s’y opposa et regroupa les paroissiens dans le chœur de l'église, mais un jour de 1871, la vieille tour clocher s'effondra. Une nouvelle église fut donc reconstruite au milieu des champs entre le village de Givenchy et son hameau Gicenchyzel (Emplacement actuel).
Elle possède deux cloches : 
- la grosse cloche Marie Henriette Alfreda Thérèse Ghislaine fut baptisée le 11 septembre 1932 par Monseigneur Dutoit, elle pèse 750 Kg et donne le fa # (fondeur Wauthy à Douai) ;
- la petite cloche Aloyii Arsenii Victoris Joannis Francisci, Petri, Pauli, Marcelii, Hippolyti (Eloi Arsène Victor Jean François, Pierre, Paul, Marcel, Hippolyte) daterait de 1870 (On ne connait pas son origine, mais elle était installé dans le clocher de fortune de l'église provisoire durant la construction de l'église en 1924). Elle pèse 150 Kg et donne le mi  (fondeur P. Drouot à Douai). L'église fait partie de la paroisse Notre-Dame des collines d'Artois dans le diocèse d'Arras.

- Le Mémorial canadien de Vimy est principalement sur le territoire de Givenchy-en-Gohelle et pour partie sur celui des communes voisines de Neuville-Saint-Vaast et de Vimy, au sommet de la cote 145, que se trouve le plus important monument canadien aux victimes de la Première Guerre mondiale. Sur les 66 000 tués du corps expéditionnaire canadien, 11 285 ont été portés disparus[40]. Leurs noms sont inscrits sur le mémorial.

- Le Mémorial de la Division marocaine édifié en juin 1925, sur le plateau de Vimy en face du mémorial canadien, rend hommage à  la Division marocaine et aux centaines de milliers de soldats étrangers engagés pour la France pendant la Grande Guerre[41],[42].
- Le monument aux morts[41].
- Les mottes du Catel et de Boulant, sous lesquelles sont creusés des souterrains[43].

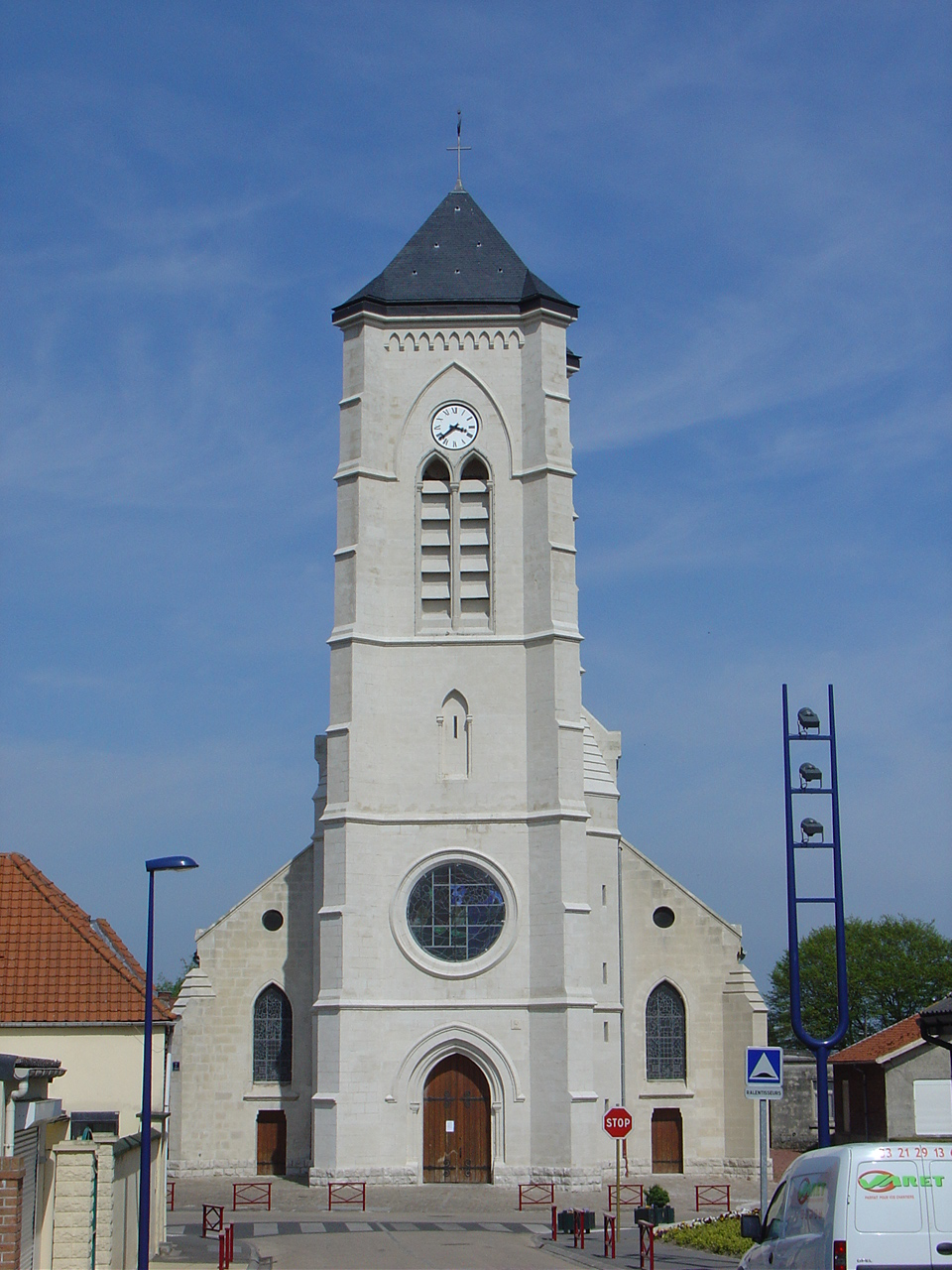
L'église.
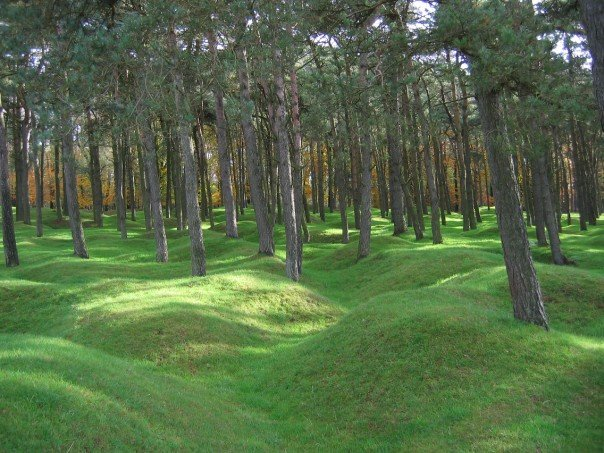
Le Mémorial de vimy.
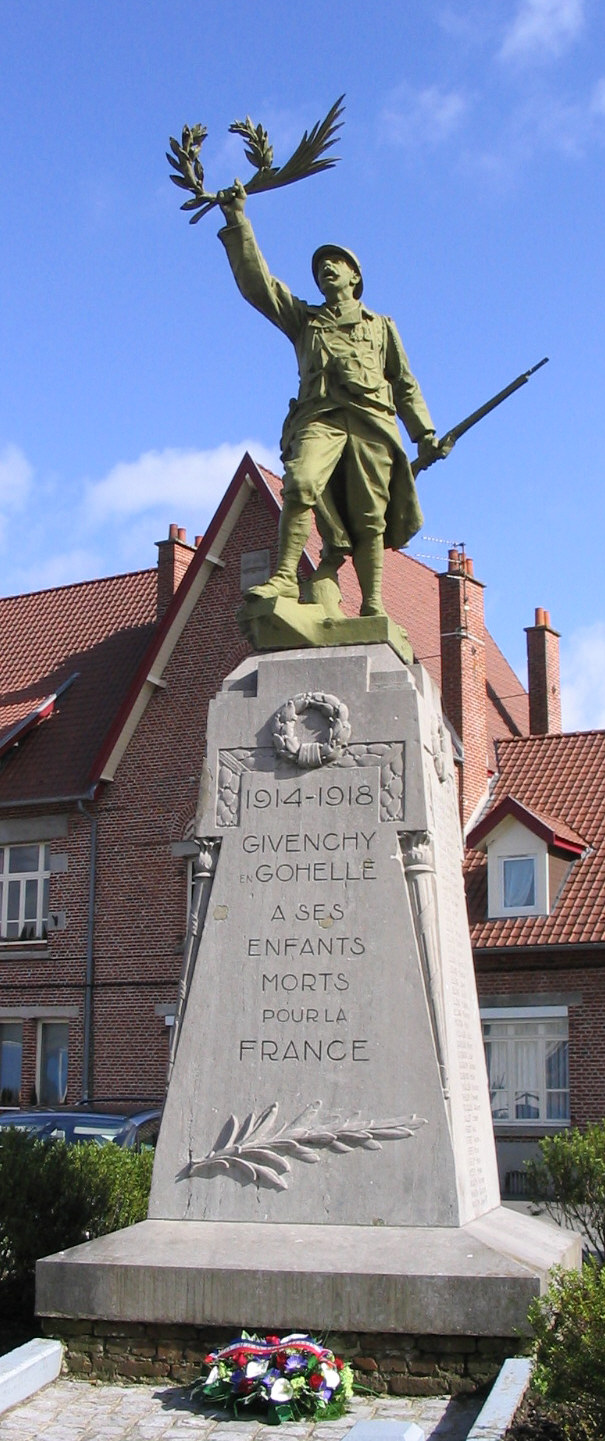
Le monument aux morts.

### Gastronomie
La commune de Givenchy-en-Gohelle présente la particularité d'avoir planté de nouveau de la vigne (chardonnay et pinot gris). Les premières vendanges ont eu lieu en 2000.

### Héraldique
| Blason de Givenchy-en-Gohelle | Blason  | D'argent à trois merlettes de sable rangées en barre ; au franc canton de gueules. Ornements extérieursCroix de guerre 1914-1918 Devise / Cri« manu consilioque » (par la main et la réflexion). |
| Blason de Givenchy-en-Gohelle | Détails | Le statut officiel du blason reste à déterminer. |

## Pour approfondir